# Anne-Lise Reinsfeltová
Anne-Lise Reinsfeltová (nepřechýleně Anne-Lise Reinsfelt; * 17. února 1949) je norská fotografka. V letech 1981 až 2013 byla zaměstnána v Norském lidovém muzeu.

## Životopis
Reinsfeltová je vystudovaná profesionální fotografka s vyučením v Kerteminde, Dánsko, 1966–1970. Poté pracovala jako portrétní fotografka v Odense a dva a půl roku byla novinářskou fotografkou v redakci Fyens Stiftstidende . V roce 1973 odcestovala do Grónska, kde fotografovala dva roky. Vrátila se do Norska a byla zaměstnána v obchodě s fotografiemi na Mysenu.
V roce 1981 začala jako fotografka v Norském lidovém muzeu. Kromě dalších úkolů nasnímala velké množství muzejních předmětů.

## Galerie

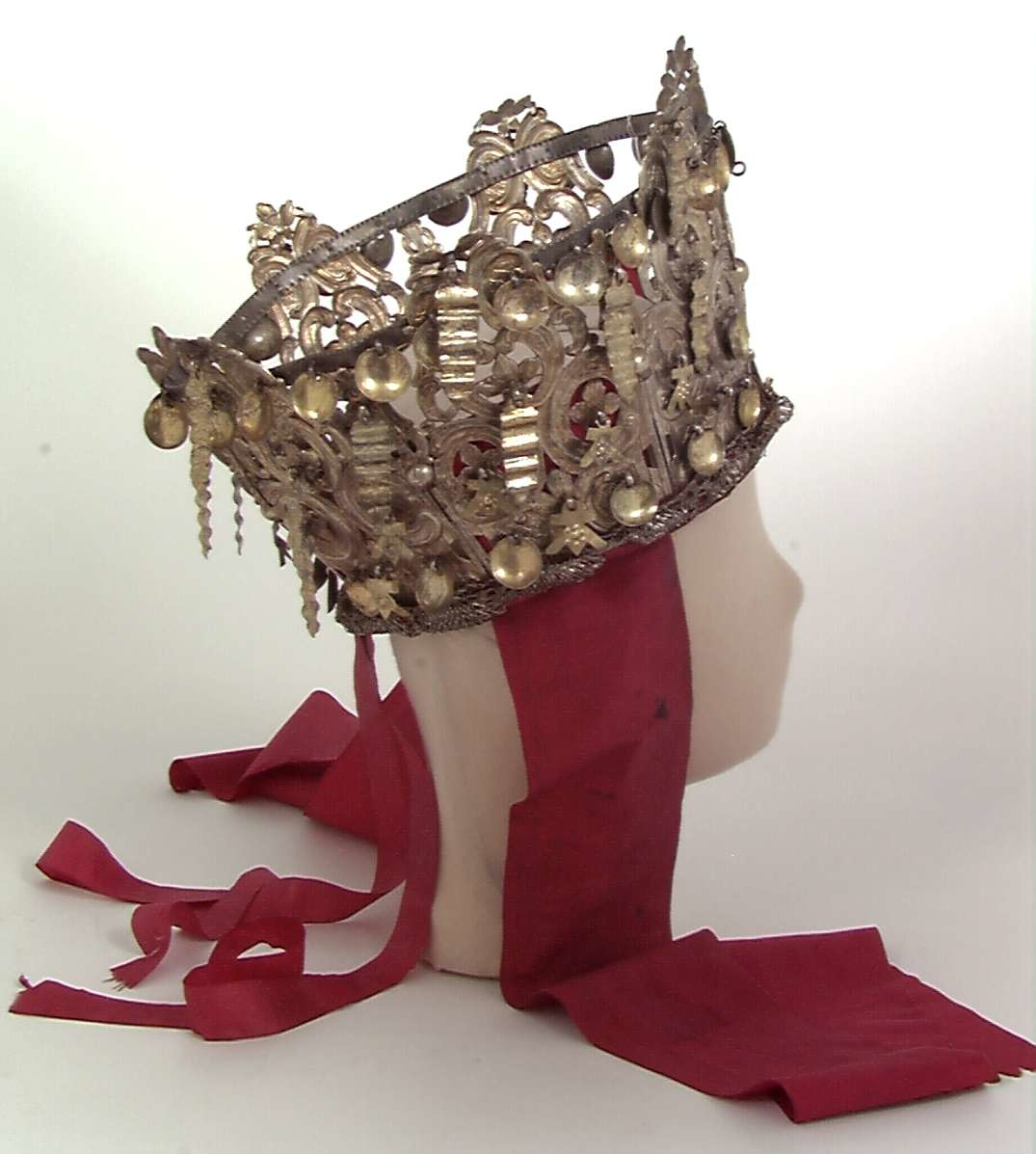
Svatební koruna Krødsherad.
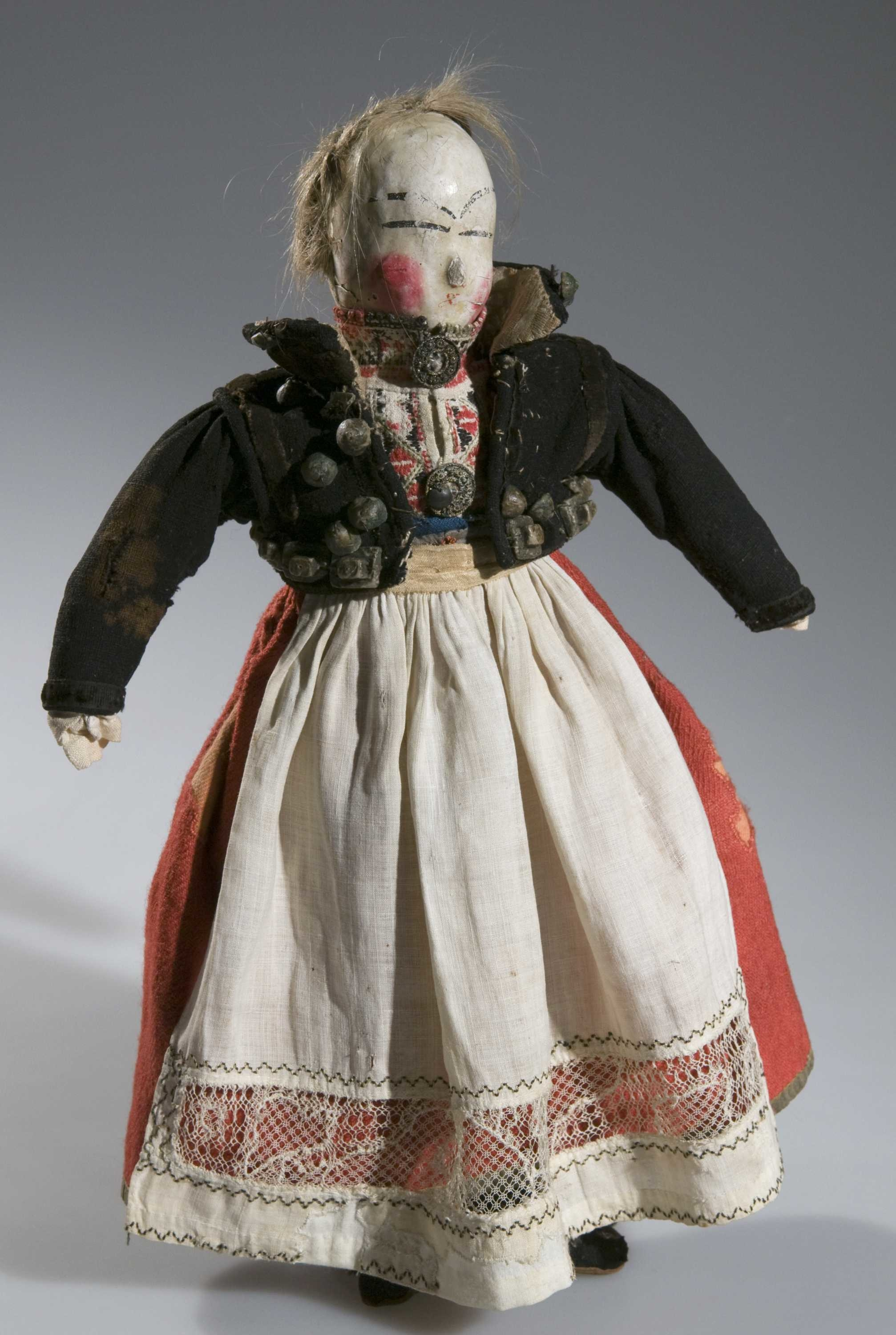
Panenka, cca. 1820–1840
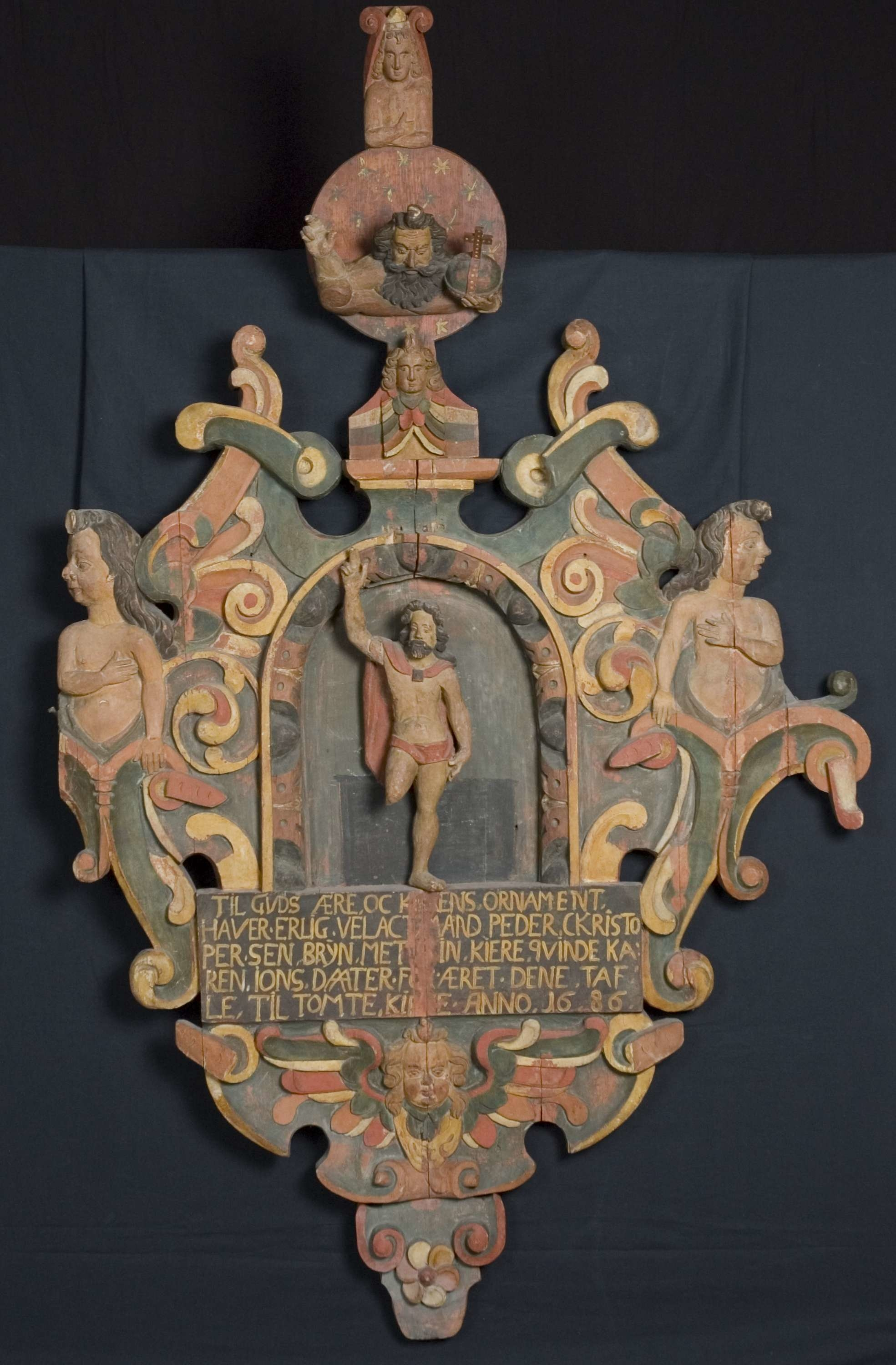
Epitaf z roku 1686, používané ve Stange, Hedmark.
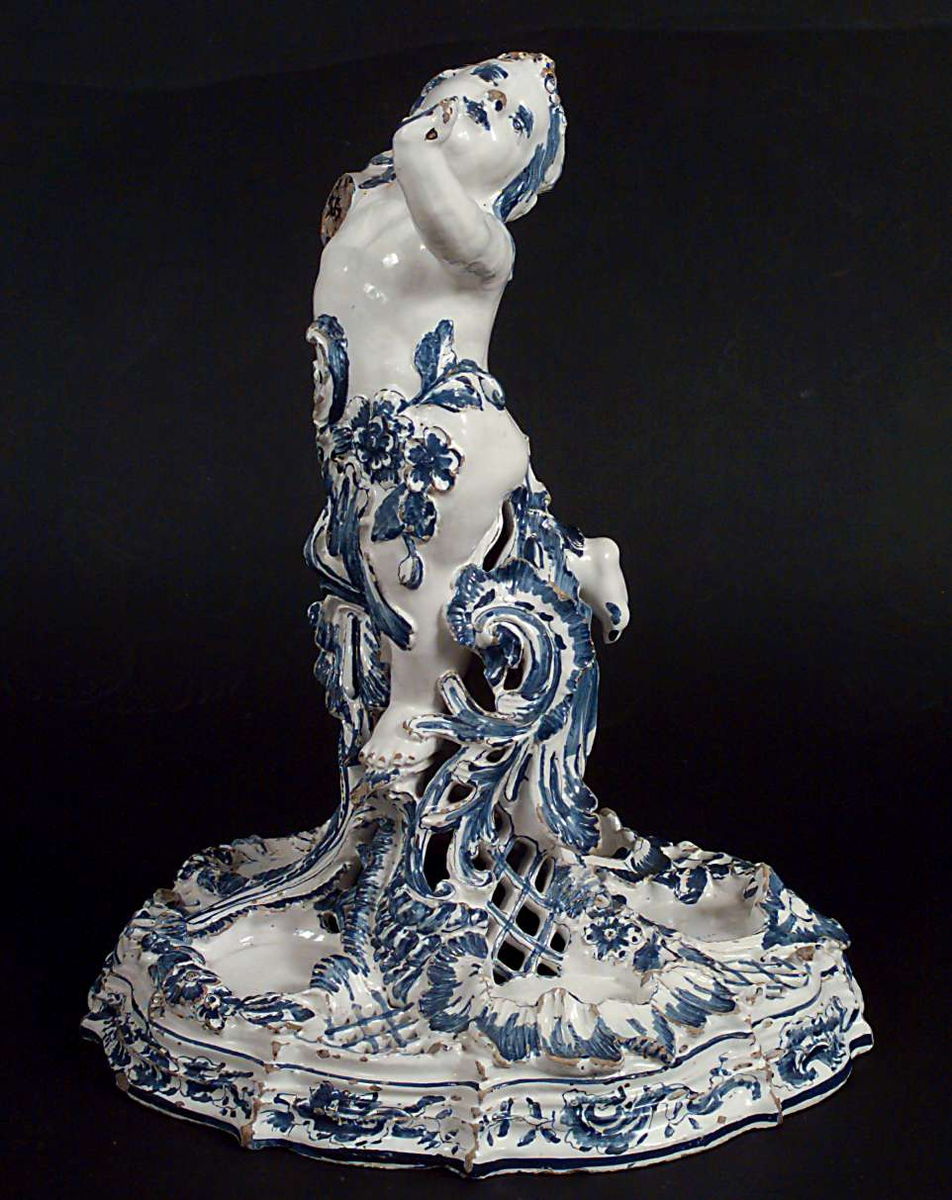
Keramické nádobí na koření, továrna Herrebøe Fajansefabrikk
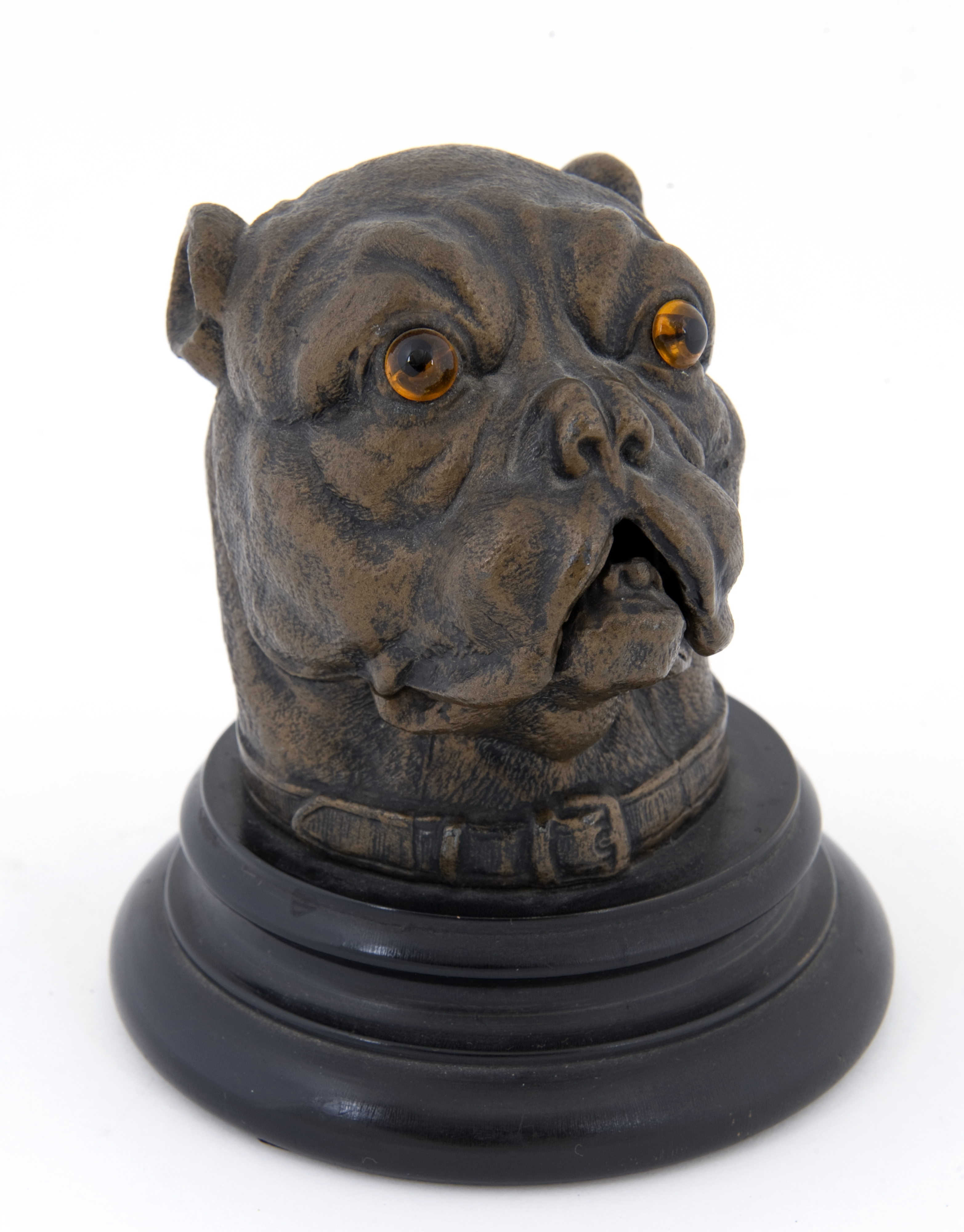
Inkoustový kalamář ve tvaru psí hlavy, kde hlava je víko, které lze vyklopit nahoru